# Энменнуна
Энменнуна (шум. en-me-nun-na) — правитель шумерского города-государства Киш, упоминаемый в Царском списке как 15-й царь I династии Киша. О родстве Энменнуны с предыдущим правителем Балихом ничего не известно. 
Согласно «Царскому списку» правил он, как и все ранние шумерские цари, неестественно долго — 660 лет (есть вариант 621 год).
| I династия Киша       |                |                      |
| Предшественник: Балих | правитель Киша | Преемник: Мелам-Киши |